# Kayangel (atol)
Kayangel is een atol in het noorden van de Micronesische republiek Palau en telt 188 inwoners (2005). Het is het enige bewoonde atol in de gelijknamige staat Kayangel en bestaat uit vier beboste eilanden, waarvan alleen het grootste, Kayangel, bewoond is. Dit eiland fungeert, hoewel er een vijftal gehuchten op liggen, in zijn geheel als staatshoofdplaats.

## Geografie
Kayangel ligt in het zuiden van de staat, tussen het atol Ngaruangel in het noorden en Kossol Reef, dat voor de kust van Babeldaob ligt, in het zuiden. De landoppervlakte bedraagt 1,39 vierkante kilometer (99% van het oppervlak van de staat), de lagune meet 5,9 vierkante kilometer. De afstand tot hoofdstad Melekeok bedraagt circa 64 kilometer, die tot de noordpunt van Babeldaob 35 kilometer. Kossol Reef ligt op slechts drie kilometer afstand.
De lagune, die een hoofdzakelijk zanderige bodem heeft, is gemiddeld zes meter diep; de maximale diepte bedraagt 9,6 meter. Op luchtopnamen kunnen om en bij de 25 koraalzuilen onderscheiden worden.

### Eilanden
Tot Kayangel behoren naast het hoofdeiland Kayangel, in het noorden van het atol, ook de kleinere eilanden (van noord naar zuid en groot naar klein) Ngeriungs, Ngerebelas en Orak. Elk eiland kent ongerepte stranden.

## Natuur
De hoeveelheid en diversiteit aan koralen is in Kayangel niet bijzonder groot, maar in de omgeving van de vaargeul aan de westzijde (zie verder) komen grote vissen, dolfijnen en foeragerende zeeschildpadden voor. Het atol wordt geroemd als een interessante snorkelplek.

## Vervoer
Aangezien Kayangel niet over een luchthaven beschikt, geschiedt vervoer vanuit de rest van het land en naar de andere delen van de staat uitsluitend per boot — de overtocht vanop Babeldaob duurt circa drie uur. In het westen is er een smalle opening in het rif, Ulach genoemd, waardoor boten de lagune binnen kunnen varen. Het eiland Kayangel beschikt over een kleine aanlegsteiger.
Bij laagtij is het mogelijk te voet tussen de verschillende eilanden te waden.
Kayangel · Ngerebelas · Ngeriungs · Orak
Kayangel · Ngaruangel · Velasco Reef